# Lochranza (Whiskybrennerei)
Lochranza (bis 2020 Arran) ist eine Whiskybrennerei am südöstlichen Rand von Lochranza auf der Isle of Arran in Schottland, Großbritannien.

## Geschichte
Harold J. Currie, ehemaliger Geschäftsführer von Seagram, begann 1991 mit dem Bau der Brennerei. Am 29. Juni 1995 wurde der erste Whisky produziert, die offizielle Eröffnung der Arran-Destillerie fand 1997 durch die Queen statt. Seit 2001 ist der Whisky regulär erhältlich.
Damit besaß Arran nach über 150 Jahren wieder eine Brennerei: Von 1825 bis 1837 befand sich auf der Insel die von Matthew Speirs gegründete Lagg Distillery. Nachdem die Kapazitäten der Destillerie schnell ausgeschöpft waren, begannen 2016 die Arbeiten an einer zweiten Whiskybrennerei auf Arran. Diese wurde in Lagg an der Südküste der Insel errichtet, nahm 2019 den Betrieb auf und trägt den historischen Namen Lagg Distillery. Beide werden von den Isle of Arran Destillers betrieben. Zur Unterscheidung wurde die erste Destillerie von Arran in Lochranza umbenannt.

## Produktion
Das Wasser der zur Region Highlands/Islands gehörenden Brennerei stammt aus dem Loch na Davie. Das verwendete, ungetorfte Malz stammt von Bairds Malt Ltd. aus deren Mälzerei in Pencaitland. Sie verfügt über einen Maischbottich (mash tun) aus Edelstahl, vier Gärbottiche (wash backs) (je 15.000 l), davon drei aus Douglasien- und eine aus Kiefern-Holz, zwei wash still (je 7.100 l) und zwei spirit still (je 4.300 l), die mit Dampf erhitzt werden. Das neue Produktionsvolumen liegt jetzt bei 1.200.000 Litern pro Jahr.

## Produkte
Von der Destillerie gibt es eine Vielzahl von Abfüllungen; besonders Abfüllungen aus einem Einzelfass (Single Cask) in Fassstärke – oft in speziellen Fässern (z. B. Port, Sherry, Madeira, Calvados, Cognac, Brandy, Rum, Champagner, Marsala oder Rotwein) nachgelagert – gibt es in Hülle und Fülle. Der seit Oktober 2005 erhältliche Zehnjährige mit 46 % Vol. wird nach und nach seinen Vorgänger, den Non Chill Filtered mit ebenfalls 46 % Vol. ablösen und auch die kaltgefilterten Originalabfüllungen mit 40 % bzw. 43 % Vol. werden nach und nach vom Markt verschwinden. Seit dem 8. Dezember 2010 wurde auch ein rauchiger Malt angeboten, der «Machrie Moor». Nach Eröffnung von Lagg wurde der Machrie Moor eingestellt, in Lochranza sollen nur noch ungetorfte Whiskies produziert werden, während in Lagg die getorften hergestellt werden. Entgegen der ursprünglichen Planung werden die Produkte von Lochranza weiter unter dem Namen Arran vertrieben, ein kleiner Zusatz auf den Flaschen weist auf die Produktion in Lochranza hin.

## Besichtigungen
Die Lochranza-Brennerei verfügt über ein Besucherzentrum und kann besichtigt werden.